# Population fantôme
Une population fantôme, en génétique, est une population éteinte dont l'existence a été inférée par des études génétiques portant sur les populations existantes : même si la population disparue ne peut être associée à aucun fossile connu, sa contribution génétique a été isolée.

## Exemples chez l'être humain
- Une population fantôme a contribué pour 8% au patrimoine génétique des Yorubas[1] mais aussi des Khoïsans (4%), des Pygmées Mbuti (4.3%) et des Mandenka (5.8%)[2]
- L'Homme de Denisova a d'abord été identifié par la génétique (donc en tant que population fantôme) avant que des restes soient découverts en Sibérie[3]
- Une population fantôme apparentée aux mélanésiens a contribué au patrimoine génétique des indigènes de l'amazonie[4].

## Chez les animaux domestiques
- Le Basenji possède un héritage génétique d'une population éteinte de loups africains[5],[6],[7].

## Chez des animaux sauvages
- Le Bison de Higgs.